# KOZAF
Die Kassoum Ouédraogo Zico Académie de Football, auch einfach nur KOZAF genannt, ist ein Fußballverein in Ouagadougou (Burkina Faso). Aktuell spielt der Verein in der zweiten Liga, der Deuxième Division.

## Geschichte
Der Verein wurde 2010 vom ehemaligen burkinischen Nationalspieler Kassoum Ouédraogo gegründet.

## Erfolge
- Burkinischer Zweitligameister: 2022/23 (Gruppe A)

## Stadion
Der Verein trägt seine Heimspiele im Stade Dr Issoufou Joseph Conombo in Ouagadougou aus. Das Stadion hat ein Fassungsvermögen von 15.000 Personen.